# 1957 en Alberta
Chronologie de l'Alberta
- 1953
- 1954
- 1955
- 1956
- 1957
- 1958
- 1959
- 1960
- 1961

Cette page concerne des événements qui se sont produits durant l'année 1957 dans la province canadienne de l'Alberta.

## Politique
- Premier ministre :   Ernest Manning du Crédit social
- Chef de l'Opposition :  	James Harper Prowse
- Lieutenant-gouverneur : John James Bowlen.
- Législature :

## Naissances
- Murray Campbell, né en 1957 à Edmonton, ingénieur chez IBM ayant travaillé sur Deep Blue, un superordinateur ayant battu le champion du monde d'échecs Garry Kasparov en match en 1997.

- 1 mars : Gary Soetaert (né à Edmonton), joueur canadien de hockey sur glace[1].

- 17 avril : Susan Roman, actrice canadienne née à Edmonton.

- 2 juillet : Bret Sergeant Hart, plus connu sous le nom de Bret « The Hitman » Hart, né à Calgary,  catcheur (lutteur professionnel) canadien, membre de la famille Hart. Il est connu pour son travail à la World Wrestling Federation ainsi qu'à la World Championship Wrestling.

- 17 août : Peter H. Peeters (né à Edmonton), gardien de but canadien de hockey sur glace en Ligue nationale de hockey dans les années 1980.

- 26 octobre : Dwight Lodeweges, né à Turner Valley[2], est un footballeur néerlandais reconverti entraîneur. Il est depuis le 19 août 2020 sélectionneur par intérim des Pays-Bas, prenant la succession de Ronald Koeman, démissionnaire.

## Décès
- 30 juin : William Rowan, ornithologue et éthologue canadien, né le 29 juillet 1891 à Bâle et mort à Edmonton.